# Live in Midgård
Live in Midgård è il primo album live pubblicato dalla band svedese Symphonic metal Therion. Esso contiene due cd ed è stato registrato in Colombia, Germania e Ungheria durante il tour mondiale d'autunno e inverno 2001.

## Tracce

### CD 1
1. "Ginnungagap (Prologue)"
2. "Invocation of Naamah"
3. "Birth of Venus Illegitima"
4. "Enter Vril-Ya"
5. "Riders of Theli"
6. "Symphony of the Dead"
7. "A Black Rose (Covered With Tears, Blood And Ice)"
8. "The Return"
9. "Baal Reginon"
10. "Flesh of the Gods"
11. "Seawinds" (Accept cover)
12. "Swarzalbenheim"
13. "In the Desert of Set"

### CD 2
1. "The Wings of the Hydra"
2. "Asgård"
3. "Secret of the Runes (Epilogue)"
4. "The Rise of Sodom and Gomorrah"
5. "Summer Night City" (ABBA cover)
6. "The Beauty in Black"
7. "Seven Secrets of the Sphinx"
8. "Wine of Aluqah"
9. "Raven of Dispersion"
10. "To Mega Therion"
11. "Cults of the Shadow"

## Formazione
- Christofer Johnsson - chitarra e voce
- Kristian Niemann - chitarra
- Johan Niemann - basso
- Sami Karppinen - batteria